# Caponina notabilis
Espèce
Synonymes
- Bruchnops notabilis Mello-Leitão, 1939
- Bruchnops melloi Birabén, 1951
- Bruchnops chacoensis Birabén, 1951

Caponina notabilis est une espèce d'araignées aranéomorphes de la famille des Caponiidae.

## Distribution
Cette espèce se rencontre, :
- au Brésil au Paraná, au Santa Catarina et au Rio Grande do Sul ;
- en Uruguay ;
- en Argentine dans les provinces du Chaco, de Cordoba et de Buenos Aires.

## Description
Caponina notabilis compte six yeux. Le mâle décrit par Platnick en 1994 mesure 3,71 mm et la femelle 4,39 mm.

## Publication originale
- Mello-Leitão, 1939 : Les arachnides et la zoogéographie de l'Argentine. Physis Buenos Aires, vol. 17, p. 601-630.